# Вулкан Берга
Вулкан Бе́рга — действующий вулкан на острове Уруп Большой Курильской гряды. Входит в группу Колокола.
Сложный стратовулкан с центральным лавовым куполом. Высота 1040 м. Расположен в центральной части острова, в 3 км северо-восточнее горы Колокол.
Исторические извержения происходили в 1946, 1951—1952, 1970, 1973, 2005 годах. В настоящее время фиксируется фумарольная и термальная активность.
Назван в 1947 году в честь академика Л. С. Берга.